# Franck N. Wardan
Franck N. Wardan foi um tenista inglês, que residia na França.

## Grand Slam finais

### Simples: 1 (0-1)
| Resultado | Ano  | Campeonato       | Piso   | Oponente  | Placar        |
| Vice      | 1897 | Aberto da França | Saibro | Paul Aymé | 4–6, 6–4, 6–2 |